# Bailliage de Boulay
Le bailliage de Boulay est une ancienne entité administrative du duché puis de la province de Lorraine, ayant existé de 1751 à 1790.

## Histoire
À la suite de la suppression du bailliage d'Allemagne, Boulay devient le siège d’un nouveau bailliage par édit du 30 juin 1751. Le choix de cette localité comme chef-lieu fut sérieusement contesté par Saint-Avold, des pétitions furent envoyées au duc Stanislas Leszczynski en ce sens, mais le choix initial fut maintenu.
Le rattachement du duché de Lorraine à la France en 1766 n’entraîna aucun changement dans l'organisation de la justice de ce bailliage. Et la coutume de Lorraine y était en général suivie.
Le ressort du bailliage de Boulay regroupait l’ancienne prévôté de Boulay et celles de Saint-Avold, de Longeville-lès-Saint-Avold, et de Faulquemont.
À l'intérieur même du bailliage, subsistaient des enclaves appartenant à des princes étrangers (dont le comté de Créhange), qui ont disparu peu à peu avec le temps. Paradoxalement, ce bailliage avait des enclaves dans le Pays messin, par exemple Pange.
Les villages de Raville, Bannay, Vaudoncourt, Helsdorff (Helstroff), Brouck, Hallering et Bambiderstroff, qui dépendaient du duché de Luxembourg ont été cédés par l’Impératrice reine le 16 mai 1769, puis mis dans le bailliage de Boulay.
Durival, dans sa Description de la Lorraine, indique une certaine ignorance de la langue française dans ce bailliage.

## Composition
Noms des communautés qui étaient dans le bailliage de Boulay :
- Boulay et ses dépendances
- Adelange
- Arriance
- Saint-Avold avec la carrière de Nideck, les censes d'Oderfang, Veneck & Lieutenantsgefeld
- Bambiderstroff
- Banay
- Brecklange
- Brouck
- La Chambre
- Charleville
- Chemery-lès-Faulquemont
- Colligny
- Condé et Northen
- Coum
- Creitzwaldt-la-Croix
- Creitzwaldt-la-Houve ou la Houve-Merten
- Dalheim et la cense de Schefferig
- Diefferten ou Differten
- Dourdhall
- Eblange
- Elvange
- Les Etangs
- Falck
- Farebersweiller
- Faulquemont avec les censes de Bonnehaus et Gollenholtz
- Flétrange
- Folschwiller et Mertring[N 1]
- Fouligny
- Freybouze
- Guenkirchen et le moulin de Flasgarten
- Guenviller
- Guerting
- Guirlange
- Hallering
- Halling
- Ham-devant-Boulay
- Hargarten-aux-Mines
- Haute-Vigneule ou Oberfilen
- Helstroff
- Hemilly
- Hombourg-l'évêque ou Hombourg-haut avec Hombourg-bas
- L'Hôpital
- Leyviller
- Lixin et Ebersing
- Longeville avec son abbaye, le hameau de Klindhall et les censes de Finsling, Mittel, neuve-Moitresse & Primenhoff
- Loudrefang
- Loutremange
- Macher ou Macker
- Macheren ou Mackeren et petite-Eberswiller
- Mainviller
- Many et la cense de Marcourt
- Marange, Sondrange et Henning
- Mariendhall
- Maxtatt, Nider-Hogstt & Ober-Hogstt
- Merlebach
- Merten & Bibling
- Mont-sur-Nied
- Morlange
- Narbéfontaine & Memersborn
- Pange et le moulin de Croüé
- Pontigny
- Raville-sur-Nied
- Redlach
- Rupeldange[N 2]
- Théding & Rosbrick
- Thicourt et la cense d'Oultremont
- Trittling
- Valmont
- Vaudoncourt
- Wal-lès-Faulquemont
- Warize
- Warsberg et le fief de Glasbruck
- Wolmerange
- Zimming

## Sources
- Denis Clessienne, « La justice dans le bailliage de Boulay (1751-1789) », dans Les Cahiers Lorrains, 1984
- Nicolas Luton Durival, Description de la Lorraine et du Barrois, tome second, 1779.